# Grenada ai Giochi della XXVIII Olimpiade
Grenada partecipò ai Giochi della XXVIII Olimpiade, svoltisi ad Atene, Grecia, dal 13 al 29 agosto 2004, con una delegazione di 5 atleti impegnati in due discipline.

## Risultati

### Atletica leggera
| Q | Qualificato al turno successivo per la Classifica in qualificazione                                                          |
| q | Qualificato per il turno successivo per ripescaggio o, negli eventi su campo, conquistando la misura minima per qualificarsi |

Maschile
Eventi su pista e strada
| Atleta            | Evento      | Batteria  | Batteria   | Semifinale | Semifinale | Finale    | Finale     |
| Atleta            | Evento      | Risultato | Classifica | Risultato  | Classifica | Risultato | Classifica |
| ----------------- | ----------- | --------- | ---------- | ---------- | ---------- | --------- | ---------- |
| Alleyne Francique | 400 m piani | 45"32     | 1º Q       | 45"08      | 3º q       | 44"66     | 4º         |

Eventi sul campo
| Atleta      | Evento       | Qualificazioni | Qualificazioni | Finale          | Finale          |
| Atleta      | Evento       | Risultato      | Classifica     | Risultato       | Classifica      |
| ----------- | ------------ | -------------- | -------------- | --------------- | --------------- |
| Randy Lewis | Salto triplo | 16,33          | 28º Q          | non qualificato | non qualificato |

Femminile
Eventi su pista e strada
| Atleta          | Evento      | Batteria  | Batteria   | Semifinale | Semifinale | Finale          | Finale          |
| Atleta          | Evento      | Risultato | Classifica | Risultato  | Classifica | Risultato       | Classifica      |
| --------------- | ----------- | --------- | ---------- | ---------- | ---------- | --------------- | --------------- |
| Hazel-Ann Regis | 400 m piani | 51"66     | 3ª Q       | 51"47      | 7ª         | non qualificata | non qualificata |

### Nuoto
Maschile
| Atleta           | Evento            | Batteria  | Batteria   | Semifinale      | Semifinale      | Finale          | Finale          |
| Atleta           | Evento            | Risultato | Classifica | Risultato       | Classifica      | Risultato       | Classifica      |
| ---------------- | ----------------- | --------- | ---------- | --------------- | --------------- | --------------- | --------------- |
| Johnathan Steele | 50 m stile libero | 26"40     | 65º        | non qualificato | non qualificato | non qualificato | non qualificato |

Femminile
| Atleta        | Evento     | Batteria  | Batteria   | Semifinale      | Semifinale      | Finale          | Finale          |
| Atleta        | Evento     | Risultato | Classifica | Risultato       | Classifica      | Risultato       | Classifica      |
| ------------- | ---------- | --------- | ---------- | --------------- | --------------- | --------------- | --------------- |
| Melissa Ashby | 100 m rana | 1'22"67   | 45ª        | non qualificata | non qualificata | non qualificata | non qualificata |